# Galié
 Galié  là một xã thuộc tỉnh Haute-Garonne trong vùng Occitanie ở tây nam nước Pháp. Xã nằm ở khu vực có độ cao trung bình 460 mét trên mực nước biển.
Lâu đài Galié được xây thế kỷ 13-14, hiện là một phế tích, từ năm 1970 đã được Bộ Văn hóa Pháp xếp vào danh sách di tích lịch sử.